# Lodewijk Karel Otto van Salm-Salm

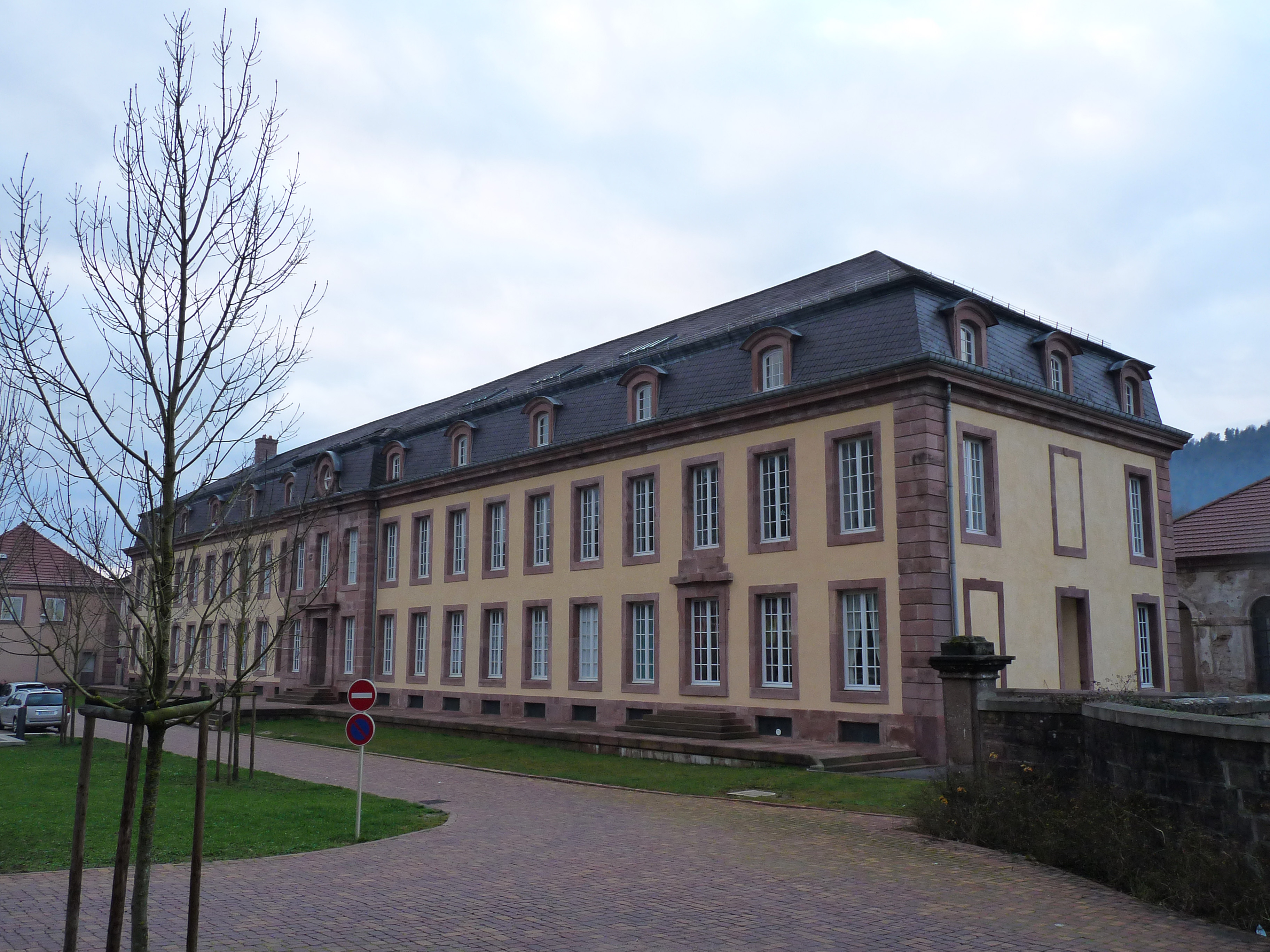
Senones kasteel, begonnen door Lodewijk Karel Otto van Salm-Salm

Lodewijk Karel Otto van Salm-Salm (Hoogstraten, 22 augustus 1721 – Senones, 29 juli 1778) was de eerstgeboren zoon van de welgestelde Nikolaas Leopold van Salm-Salm, hertog van Hoogstraten, wild- en rijngraaf (1701–1770) en een lid van het ver verwante adellijke huis Salm.

## Leven
Zijn ouders, Nikolaas Leopold van Salm-Salm en Dorothea Franziska Agnes prinses van Salm (1702–1751), kregen in totaal 18 kinderen. Volgens het erfopvolgingsprincipe van het erfrecht was het duidelijk dat de eerstgeboren zoon Ludwig Karl Otto de erfenis zou ontvangen en alle andere broers en zussen uitgesloten zouden blijven. Omdat Ludwig Karl Otto echter fysiek minder ontwikkeld was dan zijn broers en zijn vader, een streng militair, hem niet geschikt achtte om de titel en de legereenheden te erven, werd hij op advies van zijn vader in de geestelijke stand geplaatst. Om de dynastieke erfopvolging veilig te stellen, stelde de vader in 1767 een testament op waarin alles aan zijn tweede zoon Maximiliaan van Salm-Salm zou worden overgedragen.
In 1768 kwam echter groot onheil over het kasteel, dat door een brand in de keuken volledig verwoest werd en niet meer in de oorspronkelijke staat werd heropgebouwd; alleen de secundaire gebouwen van de voorburcht bleven intact. De oudste zoon, Ludwig Karl Otto, wilde afstand doen van de geestelijke stand en diende bij de Heilige Stoel een aanvraag in voor ontslag om een huwelijk te kunnen aangaan. Ondanks zijn inspanningen verleende die geen kerkelijke vrijstelling.
Vorst Lodewijk Karel Otto vocht de beslissing aan in een langdurige juridische strijd die bekendstaat als de 'Broedertwist'. Een diplomaat, Pierre François Noël, slaagde erin om de twee broers nader tot elkaar te brengen. Op 7 juni 1771 werd een compromis gesloten. Vorst Ludwig behield zijn recht als eerstgeborene en bleef algemeen erfgenaam, terwijl prins Maximilian de titels en bezittingen in Hoogstraten mocht behouden. Maximilian kon echter niet lang van zijn bezittingen genieten, want hij overleed in 1773. Ook prins Ludwig Karl Otto stierf kort daarna in 1777 kinderloos, zodat alle bezittingen overgingen op de derde hertog van Hoogstraten, prins Konstantijn, zoon van prins Maximilian.
Ludwig Karl Otto verliet voor zijn overlijden de geestelijke stand en trouwde op 30 mei 1775, op 54-jarige leeftijd, met de 28-jarige Marie Anne Félicité gravin van Horion (* 12 mei 1743; † 9 mei 1800), dochter van de kanselier van de prins-bisschop van Luik. Zijn tijd als regerende tweede prins van het Vorstendom Salm-Salm in de Vogezen duurde slechts acht jaar. Hij zette een nieuw kasteel naast het oude en bekostigde dit met de bomen van de heerlijkheid. Daarnaast ging hij zware leningen aan. Zelfs bij het door hem in opdracht gegeven kasteel Senones werd de buitengevel niet definitief voltooid. Vijf jaar na de dood van zijn jongere broer Maximilian stierf Lodewijk Karel Otto op 29 juli 1778 zonder directe mannelijke erfgenamen. Zijn neef Konstantijn van Salm-Salm, de oudste zoon van Maximiliaan, werd zijn erfgenaam en werd met zware schulden opgezadeld die nog generaties zouden blijven bestaan.